# スパイラル (上原ひろみのアルバム)
spiral（スパイラル）は上原ひろみがテラークよりリリースした3枚目のアルバム。
国内盤は日本完全先行リリースとして、2005年10月19日にユニバーサル・ミュージック・ジャパン（通常盤 UCCT-1145）より発売。米国版は2006年1月17日に発売。(UCCT-9003)
にはCD+DVD（1曲収録）。
スパイラル・ツアー・エディションとして、2006年11月22日に初回生産限定盤(国内限定、UCCT-9004)も発売されている。spiralと同内容のCD(UCCT-1145)に、品川ステラボールのライヴ映像2曲を収録したDVDを付け加えられている。

## 収録曲

### CD
1. Spiral
2. OpenDoor-Tuning-Prologue (Music for Three-Piece-Orchestra)
3. Deja vu (Music for Three-Piece-Orchestra)
4. Reverse (Music for Three-Piece-Orchestra)
5. Edge (Music for Three-Piece-Orchestra)
6. Old Castle, by the river in the middle of a forest
7. Love and laughter
8. Return of Kung-Fu World Champion
9. Big Chill(日本版のみのボーナストラック、隠しトラック)
  - 2005年5月ナッシュビルにて録音。全曲、作曲：上原ひろみ

### DVD
初回生産限定盤
- カンフー・ワールド・チャンピオン

（2004年11月26日横浜BLITZにて収録）
スパイラル・ツアー・エディション
- 古城、川のほとり、深い森の中
- ラヴ・アンド・ラフター

(2005年12月2日東京 品川ステラボールにてライヴ収録)

## 参加ミュージシャン
- 上原ひろみ-ピアノ・キーボード
- トニー・グレイ-ベース
- マーティン・ヴァリホラ-ドラム